# Виборчий округ 50
Виборчий округ 50 — виборчий округ в Донецькій області. В сучасному вигляді був утворений 28 квітня 2012 постановою ЦВК №82 (до цього моменту існувала інша система виборчих округів). Окружна виборча комісія цього округу розташовується в центрі творчості та дозвілля юнацтва за адресою м. Покровськ, вул. Поштова, 13.
До складу округу входять міста Добропілля, Мирноград і Покровськ, а також Добропільський район. Виборчий округ 50 межує з округом 47 на півночі, з округом 49 на сході і на півдні та з округом 39 на заході. Виборчий округ №50 складається з виборчих дільниць під номерами 140220-140240, 140243-140245, 140738-140789, 141059-141077, 141079-141080 та 141082-141097.

## Народні депутати від округу
| Ім'я                          | Фото | Партія           | Скликання | Дата набуття повноважень | Дата припинення повноважень |
| ----------------------------- | ---- | ---------------- | --------- | ------------------------ | --------------------------- |
| Байсаров Леонід Володимирович |      | Партія регіонів  | 7-ме      | 12 грудня 2012           | 27 листопада 2014           |
| Гєллєр Євгеній Борисович      |      | самовисуванець   | 8-ме      | 27 листопада 2014        | 29 серпня 2019              |
| Требушкін Руслан Валерійович  |      | Опозиційний блок | 9-те      | 29 серпня 2019           | 16 грудня 2020              |
| Аксьонов Андрій Анатолійович  |      | Порядок          | 9-те      | 19 травня 2021           | 13 січня 2023               |

## Результати виборів

### Парламентські

#### 2021 (проміжні)
Одномандатний мажоритарний округ:

Кандидати-мажоритарники:
- Аксьонов Андрій Анатолійович (Порядок)
- Рибін Валентин Володимирович (Партія Шарія)
- Кузьменко Юлія Леонідівна (Європейська Солідарність)
- Шилова Вікторія Віталіївна (Держава)
- Бондаренко Андрій Олександрович (Слуга народу)
- Масло Надія Анатоліївна (Опозиційний блок)
- Ревва Лариса Миколаївна (Всеукраїнське об'єднання «Батьківщина»)
- Головко Микола Вікторович (самовисування)
- Третяк Юрій Васильович (самовисування)
- Гакова Юлія Григорівна (Голос)
- Звагольський Сергій Сергійович (самовисування)
- Дорошенко Людмила Василівна (Майбутнє країни)
- Мироненко Богдан Сергійович (самовисування)
- Добша Іштван Адальбертович (Партія угорців України)
- Груздєв Олександр Георгійович (самовисування)
- Масенець Андрій Анатолійович (самовисування)
- Тамбулатов Олександр Олександрович (самовисування)
- Ровенський Антон Євгенович (самовисування)

#### 2019
Під час парламентських виборів 2019 року на окрузі №50 спостерігачі почали фіксувати численні порушення, а потім на етапі підрахунку голосів і взагалі помітили що дані в протоколах з мокрими печатками відрізняються від даних на сайті ЦВК. Коли про це стало відомо широкому загалу, перед будівлею, де розташована окружна виборча комісія №50, почали збиратися протестувальники, які звинувачували кандидата від партії Опозиційний блок Руслана Требушкіна, на той момент міського голову Покровська, в намаганні сфальсифікувати вибори на свою користь. Через деякий час протест почав переростати у сутички, тому поліції довелось взяти приміщення ОВК під охорону. Для цього до Покровська прибув гелікоптер із спецпризначенцями підрозділу ТОР. Суд зобов'язав ОВК №50 провести повторний перерахунок голосів із 14 виборчих дільниць, але ОВК цього не зробила, тому Центральна виборча комісія вирішила взяти на себе обов'язки цієї ОВК. Члени ЦВК прибули до Покровська літаком, зібрали всю виборчу документацію, і тим же літаком у супроводі правоохоронців перевезли її у Київ. Там ЦВК власноручно перерахувала бюлетені з 14 виборчих дільниць та встановила результати виборів на 50-му окрузі.

Кандидати-мажоритарники:
- Требушкін Руслан Валерійович (Опозиційний блок)
- Аксьонов Андрій Анатолійович (самовисування)
- Романцова Тетяна Володимирівна (Слуга народу)
- Сахарова Катерина Михайлівна (Опозиційна платформа — За життя)
- Кошуков Сергій Юрійович (Європейська Солідарність)
- Чорний Анатолій Сергійович (самовисування)
- Дашковець Нелля Брониславівна (самовисування)
- Пащенко Світлана Володимирівна (Свобода)
- Орос Володимир Олексійович (самовисування)
- Остріков Володимир Олегович (самовисування)
- Мельничук Патімат Чупалавівна (самовисування)
- Мотрій Олександр Володимирович (самовисування)

#### 2014
Кандидати-мажоритарники:
- Гєллєр Євгеній Борисович (самовисування)
- Байсаров Леонід Володимирович (самовисування)
- Ключка Віталій Леонідович (Блок Петра Порошенка)
- Яструбенко Олександр Васильович (Сильна Україна)
- Гончаров Максим Миколайович (самовисування)
- Есаулов Дмитро Сергійович (самовисування)
- Балик Денис Олександрович (Народний фронт)
- Кричфалуші Валентин Михайлович (Радикальна партія)
- Ткаченко Олександр Михайлович (Свобода)
- Квітка Ольга Іванівна (Собор)
- Трифонов Віктор Якович (самовисування)
- Верзілов Дмитро Олегович (Батьківщина)
- Барінов Юрій Володимирович (самовисування)
- Усков Віталій Анатолійович (самовисування)
- Гоман Руслан Миколайович (самовисування)
- Ступішин Віктор Юрійович (самовисування)

#### 2012
Кандидати-мажоритарники:
- Байсаров Леонід Володимирович (Партія регіонів)
- Єрмоленко Олена Олександрівна (Комуністична партія України)
- Єлін Ілля Костянтинович (УДАР)
- Яструбенко Олександр Васильович (Українська народна партія)

## Явка
Явка виборців на окрузі: